# Lalita Panyopas
 (juillet 2019).
Lalita Panyopas (thaï : ลลิตา ปัญโญภาส ou ลลิตา ศศิประภา, RTGS : Lalita Panyophat, nom de naissance ลลิตา โชติรส, surnommée Mew (thai: หมิว; RTGS : Mio)), née le 5 octobre 1971 à Bangkok, est une actrice thaïlandaise.

## Biographie
En 1981, alors qu'elle est encore une enfant de dix ans, Lalita Panyopas joue son premier rôle dans une série télévisée (สะใภ้สลัม). C'est le début d'une longue carrière d'actrice.
En 1987, à l'âge de 16 ans, elle devient célèbre dans toute la Thaïlande en jouant dans Prisna (ปริศนา) au côte de Chatchai Plengpanich sur Channel 3.
De 1988 à 1990, elle devient actrice de cinéma dans huit films dont quatre (แรงเทียน / หัวใจ 4 สี / เล่นกับไฟ /หนุก) où elle est l'actrice principale avec Pongpat Wachirabunjong ou Sarunyu Wongkrachang.
Dans les années 1990, elle prend le temps pour aller étudier en Grande-Bretagne.
Ensuite, super-star du petit écran, elle continue à jouer des rôles glamour dans des séries télé : par exemple พริกขี้หนูกับหมูแฮม (Prick-Kee-Noo Kub Moo-Ham) (1995) ; ทรายสีเพลิง (Sai See Plerng) (1996) ; รักเล่ห์เพทุบาย (Rak Lae Pae-Tu-By) (1999) ; เจ้าสาวกลัวฝน (2004) ; กุหลาบสีดำ (2005) ; แม่ยายที่รัก (2012) ; แค้นเสน่หา (2013) ; ล่า (2017).
Lalita Panyopas est aussi connue comme actrice principale des films 6ixtynin9,(1999) et de Ploy (2007) réalisés par Pen-ek Ratanaruang.

### Vie familiale
En 2001, elle se marie avec le policier Narabadi "Kong" Sariprapha. 
Ils ont deux enfants, des garçons :  Sasidej (Plankton) et Sakdidej (Eton) Sasiprapha.
En 2017, elle divorce.

## Filmographie
- 1988 :แรงเทียน (Candle Light)

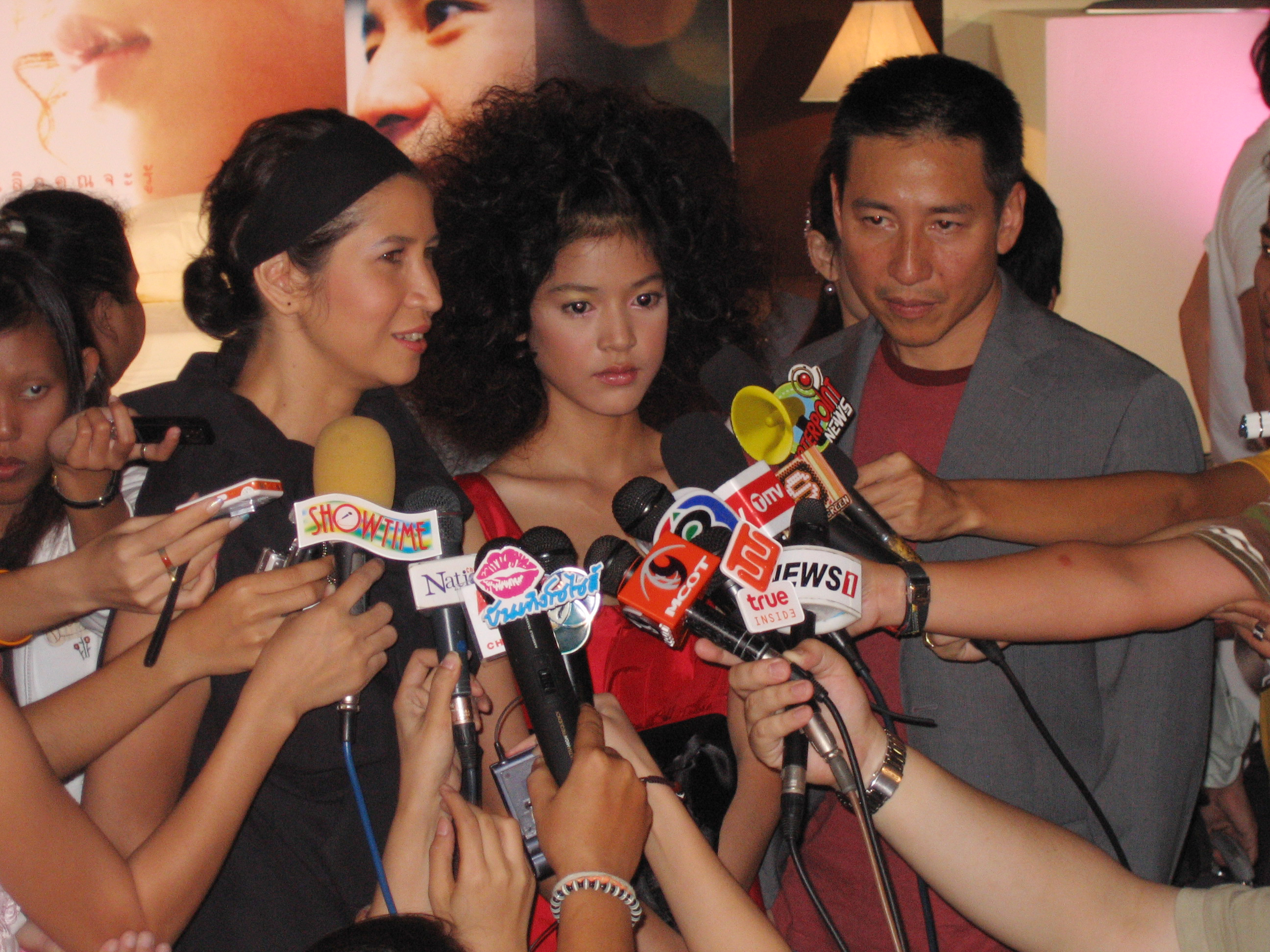
Présentation du film Ploy de Pen-ek Ratanaruang en juin 2007 : à gauche Lalita Panyopas (Daeng, l'épouse), au centre Apinya Sakuljaroensuk (Ploy) et à droite Porwut Sarasin (Wit, le mari)

- 1988 : เพราะว่า..ฉันรักเธอ (Proh Wa Chan Rak Ther)
- 1988: ด้วยรัก คิดถึง (Duayrak Lae Kid Tueng)
- 1989 : หัวใจ 4 สี
- 1989 : ธันยา แม่มดยอดยุ่ง (Tanya Mae Mod Yod Yung)
- 1990 : เล่นกับไฟ[10]
- 1990 : หนุ่มสาว
- 1990 : หนุก
- 1999 : 6ixtynin9 (เรื่องตลก 69)[11],[12]
- 2007 : Ploy (พลอย)[13],[14]
- 2011 : Loving You, Loving Me (ขอบคุณที่รักกัน)
- 2013 : Present Perfect Continus Tense (ประโยคสัญญารัก)